# Wlew doodbytniczy

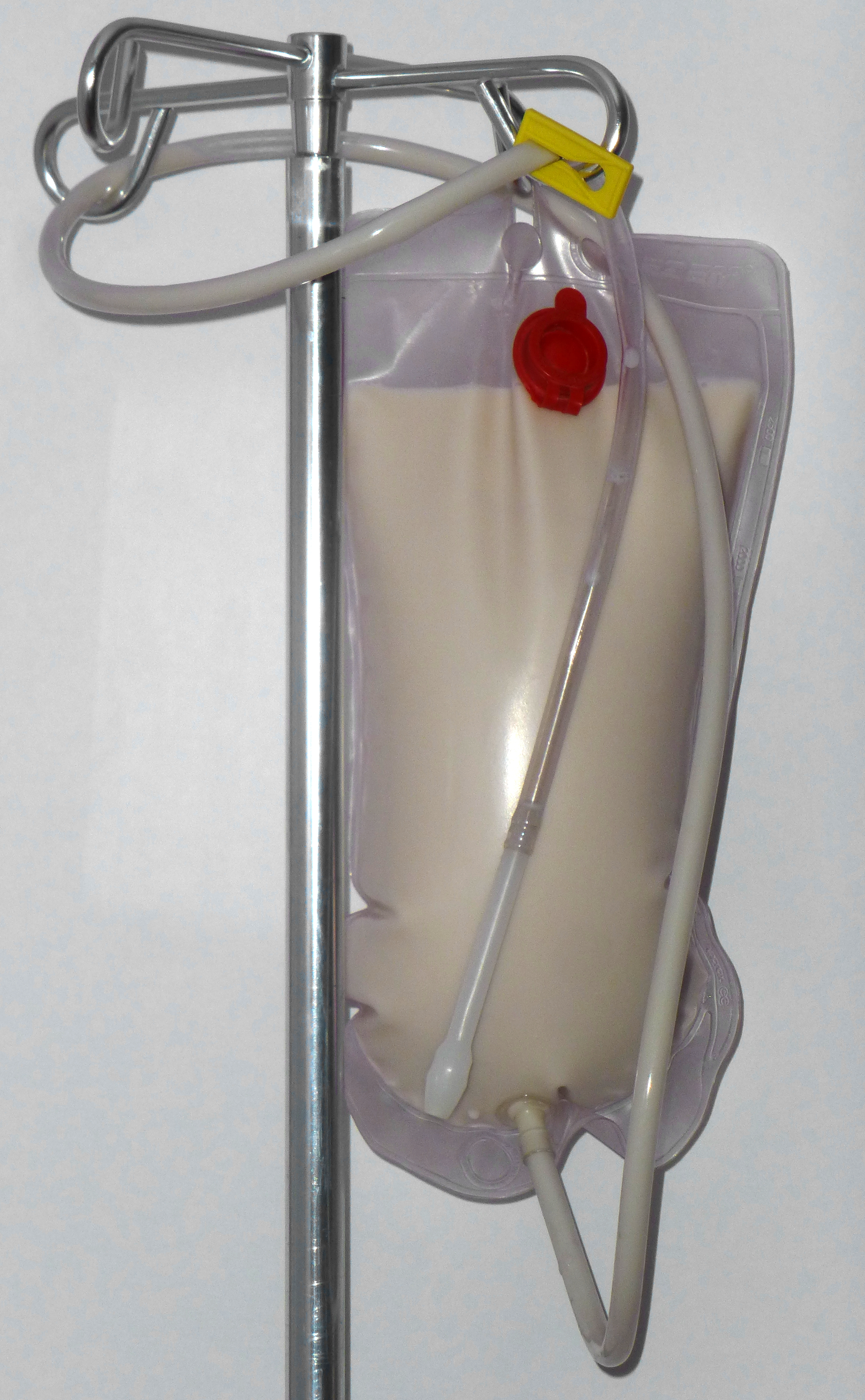
Wlew kontrastowy do jelita grubego

Wlew doodbytniczy (czyli wlew kontrastowy jelita grubego) - badanie radiologiczne wykonywane w diagnostyce chorób jelita grubego.
Polega na podaniu środka kontrastowego do światła jelita grubego, następnie wskutek zastosowania specjalnego ułożenia badanego, doprowadzenia do zakontrastowania całego jelita grubego i wykonania dokumentacji zdjęciowej w formie błon rentgenowskich lub nośników cyfrowych (płyta kompaktowa). Badanie przeprowadza lekarz radiolog.
Badania kontrastowe przewodu pokarmowego (w tym wlew doodbytniczy) można wykonać:
- techniką pojedynczego kontrastu (badanie jednokontrastowe) - polega na podaniu jednego środka kontrastowego do światła badanego narządu,
- techniką podwójnego kontrastu (badanie dwukontrastowe) - polega na podaniu środka kontrastowego i odpowiedniej ilości gazu (w postaci powietrza podawanego przez zgłębnik lub zastosowaniu środków uwalniających substancję gazową w świetle badanego narządu),

Najczęściej stosowanym środkiem cieniującym jest zawiesina wodna siarczanu baru (baryt) lub rzadziej roztwory jodowych środków cieniujących takich jak uropolina, ultravist, itp.